# Lago Ancylus

O Lago Ancylus há cerca de 8700 anos. A camada de gelo escandinavo retraída é mostrada em branco. Svea älv era um braço de mar dentro do lago, enquanto o Göta älv formava uma saída para o Atlântico.

Lago Ancylus é o nome dado pelos geólogos a um grande lago de água doce que existiu no norte da Europa aproximadamente há entre 9500 e 8000 anos, e que foi um predecessor do moderno Mar Báltico.

## Origem, evolução e desaparecimento
O lago Ancylus substituiu o mar de Yoldia depois de este último ter sido separado da sua entrada salina através de uma via marítima ao longo das terras baixas da Suécia central, aproximadamente entre Gotemburgo e Estocolmo. O corte foi resultado de o ajuste pós-glacial ter sido mais rápido do que o aumento simultâneo do nível do mar pós-glacial.
Segundo Svante Björck, o lago Ancylus «é talvez a mais enigmática (e discutida) das muitas etapas bálticas». A saída e a altitude do lago em relação ao nível do mar estiveram rodeadas de controvérsia durante muito tempo. Hoje sabe-se que o lago estava acima do nível do mar, incluindo o Lago Vänern, e drenava para oeste através de três saídas no Göta Älv, Uddevalla e Otteid. Em resultado do contínuo ajuste isostático da Suécia, foram cortadas as saídas no centro da Suécia. Por seu lado, isto resultou em o lago se voltar sobre un substrato de till no que hoje é o Grande Belt na Dinamarca. Ao estar situado a não menos de 10m acima do nível do mar, o lago começou a drenar para o mar através do rio Dana entre há 9000 e 8900 anos. Supõe-se que a formação do rio Dana causou uma erosão dramática de sedimentos, turfeiras e bosques ao longo do seu caminho. Isto levou inicialmente a uma queda relativamente rápida do nível do lago durante centenas de anos, que depois continuou a un ritmo más lento. Outra consequência da descida do lago e o levantamento isostático foi que se formou uma ponte terrestre de norte para sul entre o lago Vänern e o lago Ancylus, o que converteu efetivamente o lago Vänern numa bacia separada.
O lago Ancylus existiu há aproximadamente 9500 a 8000 anos, durante o período boreal. O lago converteu-se no mar de Littorina quando o aumento do nível do mar atravessou o rio Dana formando o Grande Belt. Esta transformação foi gradual já que a água salada tinha começado a entrar no lago Ancylus há 8800 anos A água salgada que entrou no lago resultou em pulsos episódicos de água salobra. No entanto, a fase final do lago Ancylus deu-se entre 5800 a.C. e 5200 a.C. quando o Øresund se inundou e provocou uma entrada massiva de água salgada.
As costas do lago Ancylus podem encontrar-se hoje cerca de 60m acima do nível do mar no sul da Finlândia e a 200m de distância da costa setentrional do Golfo de Bótnia.

## História da investigação

### Descoberta
Em 1887, Henrik Munthe foi o primeiro geólogo a chegar à conclusão de que o Mar Báltico deve ter sido alguma vez um lago de água doce. Munthe fê-lo após encontrar fósseis do caracol Ancylus fluviatilis em sedimentos. Embora estes fósseis também tenham sido encontrados um pouco antes por outros geólogos, pensaram que pertenciam a rios, pequenos lagos anteriores ou água salobra, sem dar-se conta da existência do lago. Os geólogos tinham subscrito até então um esquema simples para a evolução do Mar Báltico onde os pequenos lagos de gelo locais teriam sido substituídos pelo Mar de Yoldia que depois evoluiu diretamente para formar o Mar de Littorina. O lago foi designado por Gerard De Geer em 1890 em função dos fósseis.

### Controvérsia
A falta de una saída óbvia do lago deu lugar a debates intermitentes que envolveram não apenas Munthe e De Geer, mas também Ernst Antevs, Arvid Högbom, Axel Gavelin, N .O. Holst e H. Hedström. Como faltava uma saída, havia dúvidas sobre se o lago Vänern teria sido parte do lago ou não, e sobre a posição da saída ou se realmente existia uma saída considerando que o lago poderia ter estado ao nível do mar.
Lennart von Post descobriu por acaso um pequeno cânion perto de Degerfors em 1923 que pensou que poderia ser a saída difícil de alcançar. Isto chegou com o tempo para ser conhecido como rio Svea. Von Post colaborou inicialmente com Munthe para estudar o rio Svea, mas a colaboração fracassou em 1927 por questões pessoais. A ideia de que o cañón do rio Svea era a foz do lago Ancylus foi perdendo terreno gradualmente graças aos trabalhos de Sten Florin, Astrid Cleve e Curt Fredén. Em 1927, Cleve, que já era «um pária da comunidade geológica» comentou num artigo de opinião no Svenska Dagbladet sobre uma proposta de fazer do rio Svea un monumento nacional. Apoiou a ideia de proteger a área mas criticou a interpretação estabelecida de Munthe e von Post. Munthe respondeu no Dagens Nyheter e o debate converteu-se numa disputa pessoal em duas cartas a revistas científicas mais em janeiro de 1928. Cleve descreveu as suas ideias para o rio Svea e o lago Ancylus em pormenor em 1930, elaborando uma teoria alternativa e intrincada que implicava movimentos tectónicos. Em 1946 tinha mudado de opinião quando propôs uma teoria completamente diferente que afirmava que os cânions e baixios do rio Svea formados por drenagem subglacial não tinham nada a ver com o lago Ancylus. O rio Svea finalmente foi descartado em 1981 quando se encontraram marmitas de gigante que eram anteriores ao lago.
O desaparecimento do rio Svea levou os autores, no final da década de 1970 e na década de 1980 a rever a ideia de que o lago Ancylus de água doce estava ao nível do mar. Estudos posteriores confirmariam então que o Vänern era parte do lago e que estava acima do nível do mar, descartando a ideia de um lago ao nível do mar pela segunda vez.